# Рагби 15 репрезентација Шкотске
Рагби јунион репрезентација Шкотске је рагби јунион тим који представља Шкотску у овом екипном спорту. Шкоти су одиграли први историјски интернацални тест меч против Енглеза 1871. и победили. Дрес Шкотске је тамноплаве боје, а шорц беле боје, највећи ривали Шкотима су наравно Енглези. Шкотска своје мечеве као домаћин игра у престоници Единбургу на стадиону Марејфилд. Шкотска је 14 пута била шампион Европе, а највећи успех на светском првенству остварила је 1991. када је дошла до полуфинала где је претрпела тесан пораз од Енглеске 9-6. Шкотски рагби тренер Сер Ијан Роберт МекГичан убраја се у најбоље тренере у историји рагбија. Међу највећим играчима у историји шкотског рагбија су Ден Дрисдејл, Скот Хејстингс, Гевин Хејстингс, Колин Динс, Ричи Греј, Гери Амрстронг, Гордон Браун, Енди Ирвин, Мајк Блер, Крис Петерсон... Најубедљивију победу Шкоти су остварили 2004. када су прегазили Јапан са 100:8, а најтежи пораз им је нанела Јужна Африка 1997. резултат је био 68:10. Крис Петерсон је одиграо највише мечева за репрезентацију - 109, који је уједно и најбољи поентер са 809 поена, а највише есеја дао Ијан Смит - 234.
Успеси
- Куп домаћих нација, Куп пет нација и Куп шест нација

- Освајач (14) : 1887, 1889, 1891, 1895, 1901, 1903, 1904, 1907, 1925, 1929, 1933, 1938, 1984, 1990, 1999.

## Тренутни састав
Фрејзер Браун
Кевин Брис
Рос Форд
Рајан Грант
Гордон Рид
Џон Велш
Џони Греј
Ричи Греј
Тим Свинсон
Рајан Вилсон
Дејвид Дентон
Грег Леидлов - капитен 
Фин Расел
Данкан Вир
Марк Бенет
Питер Хорн
Мет Скот
Ричи Вернон
Шин Лемонт
Шин Мејтленд
Томи Сејмур
Тим Визер
Стјуарт Хог